# Ivan Miladinović
Ivan Miladinović (serb. cyr. Иван Миладиновић; ur. 14 sierpnia 1994 w Ćupriji) – serbski piłkarz grający na pozycji środkowego obrońcy w rosyjskim klubie FK Niżny Nowogród, do którego jest wypożyczony z PFK Soczi.